# Avirostrum pratti
Avirostrum pratti là một loài bướm đêm trong họ Erebidae.